# Look After You
Look After You – ballada rockowa amerykańskiej grupy The Fray, pochodząca z jej debiutanckiego albumu How to Save a Life. W styczniu 2007 roku została wydana jako trzeci singel promujący tę płytę. Wokalista zespołu Isaac Slade przynzał, że napisał utwór, gdy mieszkał w Australii i tworzył go z myślą o swojej ówczesnej dziewczynie, a obecnej żonie, Annie. Piosenka została wykorzystana w wielu serialach, filmach oraz programach telewizyjnych, w tym m.in.: Intervention, Ghost Whisperer, The Hills, One Tree Hill, Bones, Cold Case, Things We Lost in the Fire, Jumper, Journeyman i Moonlight.

## Pozycje na listach
Po sukcesie „How to Save a Life” oczekiwano, że „Look After You” również stanie się hitem, jednak piosenka uplasowała się na dopiero 59. miejscu Billboard Hot 100. Utwór był tym samym pierwszym w historii zespołu, który nie zdołał dotrzeć do Top 40. Piosenka nie zajęła także miejsca w Top 40 listy Billboard Pop 100, chociaż w tym notowaniu poradziła sobie nieco lepiej, plasując się na 49. pozycji.
| Lista (2006)            | Pozycja |
| ----------------------- | ------- |
| Hot Adult Top 40 Tracks | 12      |
| Mainstream Top 40       | 31      |
| Billboard Pop 100       | 49      |
| Billboard Hot 100       | 59      |

## Wideoklip
Teledysk „Look After You” miał powstać na początku 2007 roku, a jego reżyserią zająć się miał Chris Mills. Wideoklip nie został nakręcony do dziś, mimo iż od tego czasu powstał teledysk do piosenki „All at Once”, który miał zostać zrealizowany dużo później niż „Look After You”. Doniesienia z wytwórni zespołu wskazują na to, iż zrezygnowano z nakręcenia teledysku.

## Wykonania na żywo
Podczas niektórych koncertowych wykonań „Look After You”, Isaac Slade wykonywał refreny innych znanych piosenek: „Wonderwall” Oasis, „You Are So Beautiful” Joe Cockera lub „You’re Beautiful” Jamesa Blunta.